# قصائد مختارة
قصائد مختارة (بالإسبانية: Poemas escogidos) هو عنوان يُطلق على مجموعة من المختارات الشعرية للشاعرة التشيلية غبرييلا ميسترال، الحائزة على جائزة نوبل في الأدب سنة 1945. نُشرت هذه المختارات بعد وفاتها سنة 1957،ترجمهل للعربية حسب الشيخ جعفر وصدرت عن دار المدى للثقافة والنشر سنة 1998.واحتوت على أبرز نصوصها الشعرية من دواوينها الأربعة، بالإضافة إلى قصائد لم تُنشر في حياتها، مما يمنحها مكانة مركزية في تلقي نتاجها الأدبي.

## محتوى الكتاب
تشمل المختارات القصائد الأبرز من مجموعاتها ومن بينها :
- المطرودة
- الصنوبرة المكسيكية
- الليل
- الغيوم البيض
- الأم الحزينة
- رعب
- موت البحر
- لقاء
- الحب الصامت
- أرق
- شجن

تتراوح الموضوعات بين الحب والخسارة، والحياة الريفية، والألم الشخصي، وصولاً إلى التأملات الروحية العميقة. كما يتضمن الكتاب قصائد تعليمية كتبتها للأطفال خلال عملها التربوي، ونصوصًا تأملية ظهرت في سنواتها الأخيرة.

## التحليل والنقد
تظهر المختارات مدى تطور صوت ميسترال الشعري، من الحزن الميتافيزيقي في بداياتها إلى الوعي الاجتماعي والوجودي في نصوصها المتأخرة. ومن بين الأبيات اللافتة التي تبرز طابعها الوجداني والرمزي، هذا الاقتباس الذي ورد في الترجمة العربية:
“يا سُحبًا ناعمة كقماش التُل
يا رقصةً خفيفة تدور
ألا فإحملي روحي إلى السماء الزرقاء
بعيدًا عن هذا المنزل
حيثُ أتألم
بعيدًا عن هذه الحوائط
التي أموت فيما بينها”

― غبرييلا ميسترال، قصائد مختارة
تعكس هذه الأبيات عمق الألم الداخلي الذي طالما عبرت عنه الشاعرة بلغة بسيطة لكنها محملة بالرمز والانفعال. فـ"السحب" هنا هي رمز للهروب، والمكان المغلق رمز للموت، مما يُحيل القارئ إلى تأملات وجودية شبيهة بما نجده لدى شعراء مثل إميلي ديكنسون أو راينر ماريا ريلكه.كما أن القصائد التي كتبتها للأطفال لا تخلو من مرارة ناعمة، حيث تمزج الحب بالتشاؤم، والأمومة بالفقد، ما يجعل منها أدبًا عابرًا للأعمار والمراحل.

## الأثر الأدبي
تركت مختارات ميسترال أثرًا بالغًا في الثقافة الأدبية في أمريكا اللاتينية، وكانت تُستخدم ضمن المقررات الدراسية، كما تم إدراج بعض نصوصها في مناهج التعليم الرسمي في تشيلي والمكسيك وبيرو. وقد ألهمت أعمالها أجيالًا من الكاتبات مثل ألفونسينا ستورني وخوليا دي بورغوس، كما قاربتها بعض الدراسات المقارنة بشعر بابلو نيرودا وسيزار فاييخو.